# Coll de les Maçanes
El Coll de les Maçanes és una collada situada a 1.095,4 m alt en el límit dels termes comunals de Costoja i Serrallonga, tpts dos de la comarca del Vallespir (Catalunya del Nord).
Està situat a l'extrem de ponent del terme de Costoja, al sud-oest del poble de Vila-roja, a la carena principal dels Pirineus, la que separa les conques de la Muga, al sud, i de la Quera, afluent del Tec. És a prop i a ponent del Coll Capellera, just al nord del Solà de les Maçanes.
En aquest coll hi ha la fita transfronterera número 524. És una creu a la cara quasi horitzontal d'una roca situada 10 metres a l'oest del punt més baix, i 8 metres al nord d'una cinglera quasi vertical.
En aquest punt la línia de frontera deixa la carena principal dels Pirineus, i torç cap al sud per tal d'anar a cercar la Muga. Gairebé al costat, a llevant, a la carena del Serrat de les Maçanes, hi ha la fita 525, a la carena principal; també és una creu gravada i pintada en una roca quasi vertical, a ran de terra, passat el Puig de les Maçanes. Les fites següents van marcant el límit fins a la Muga davallant muntanya avall en direcció sud-est.